# Eka Settiawati
Eka Settiawati (ur. 5 maja 1990) – indonezyjska zapaśniczka w stylu wolnym. 
Piąta na igrzyskach azjatyckich w 2018. Brązowa medalistka igrzysk Azji Południowo-Wschodniej z 2011 roku.
Absolwentka uczelni Universitas Pendidikan Indonesia w Bandungu.